# Sant Feliu de Llobregat
Sant Feliu de Llobregat (em catalão e oficialmente) ou San Feliú de Llobregat (em castelhano) é um município da Espanha na comarca de Baix Llobregat, província de Barcelona, comunidade autónoma da Catalunha. Tem 11,79 km² de área e em 2021 tinha 45 463 habitantes (densidade: 3 856,1 hab./km²). Situa-se na margem esquerda do rio Llobregat a 10 km de Barcelona. É sede da Diocese de Sant Feliu de Llobregat.